# Slobodka (Leningrad)
|  | Per a altres significats, vegeu «Slobodka». |

Slobodka (en rus: Слободка) és un poble de l'óblast de Leningrad, a Rússia, que el 2017 tenia 23 habitants, pertany al districte de Vólossovo.